# 宇部站

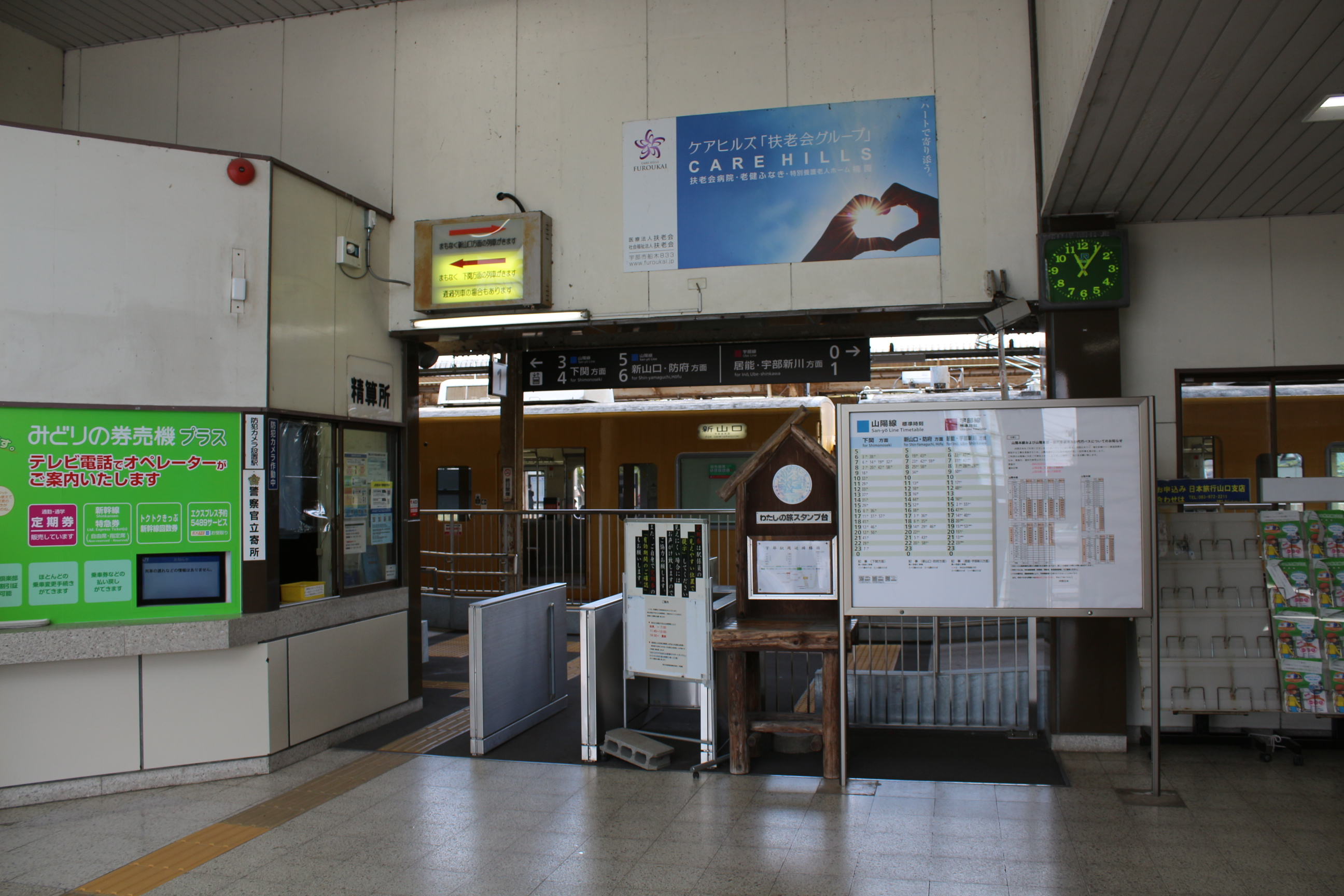
驗票口（2021年4月）

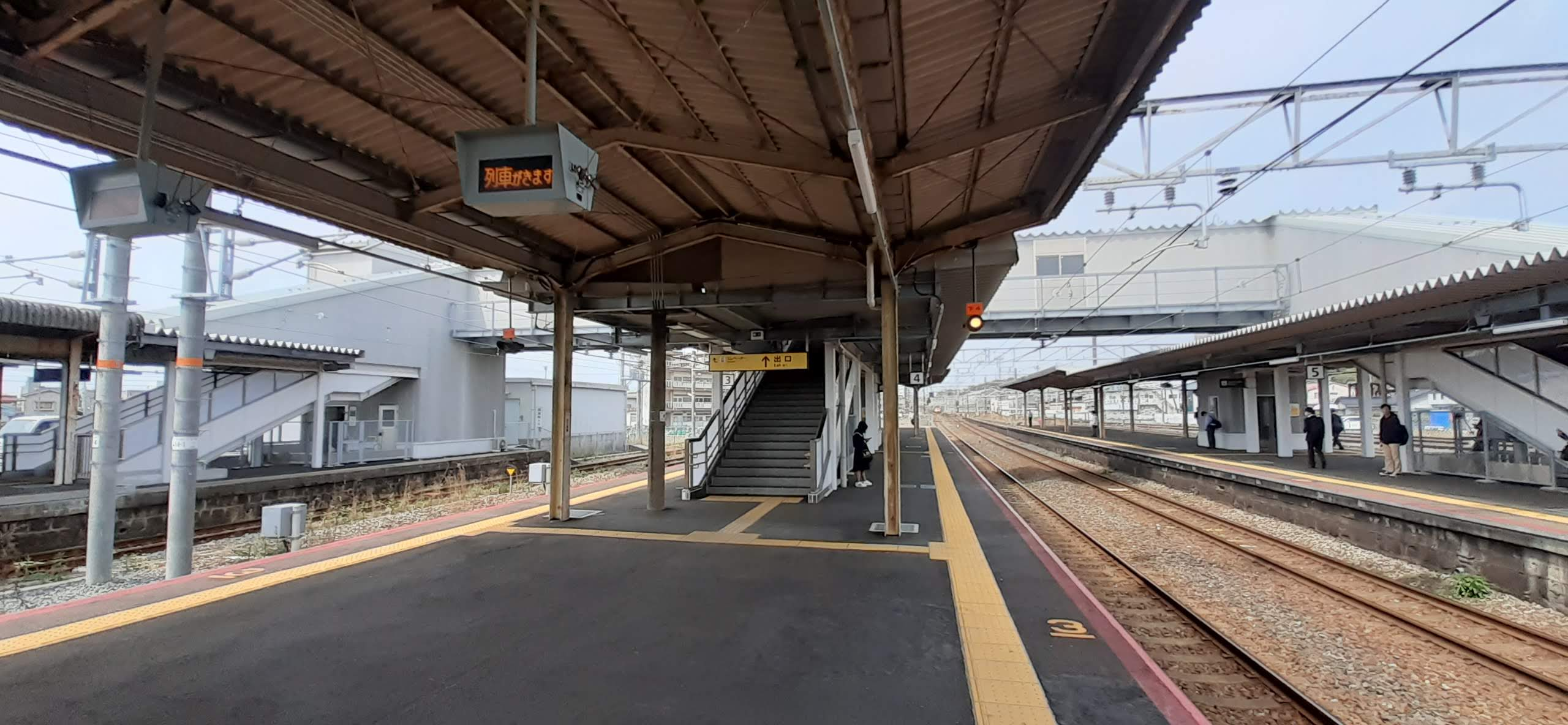
月台（2021年4月）

宇部站（日语：／ Ube eki */?）是位於山口縣宇部市西宇部南四丁目，西日本旅客鐵道（JR西日本）、日本貨物鐵道（JR貨物）的車站。

## 概要
此站為宇部市的代表車站，但是市中心距離此站西北5公里，距離市中心最近的車站為宇部新川站。

### 停靠路線
此站是山陽本線的所屬線，並與宇部線構成2路線的轉乘站。宇部線在路線名稱上為終點站，在運輸系統上部分列車經山陽本線直通前往下關方向。

## 歷史
宇部線在國有化後，曾經有一段時間宇部新川站改名為宇部站，此站名為“西宇部站”，但是由於當地人請求，使車站回復至原來的名字。截至2011年（平成23年），上下車人次開始高於宇部站宇部新川站。
曾經此站至厚狹站之間除了山陽本線旅客用的雙線外，還有貨運用的單線並行，共設有三線鐵路。這是由於從美禰線前往宇部線宇部港站方向的貨物（主要為煤和石灰石）運送需求高，但是由於班次數目多，並與山陽本線設有平面交錯，使設定時間表上有所困難。另外，由於從山陽本線下關方向或美禰線前往宇部線的直通旅客列車需要行走貨物線，因此與旅客線一樣需要電氣化。在貨物方面，宇部興產穩定地運送煤碳，因此興建了宇部興產專用道路，從而減少使用鐵路線的需求，另外在山陽新幹線開通後，於旅客線上行走的班次減少，使該貨物線廢止。隨後，貨物列車與直通宇部線的旅客列車均使用旅客線（雙線）上行走。
另外，此站曾經設有連接前楠町的輕便鐵路船木鐵道，以此為起點站，隨後在1961年（昭和36年）廢止。

### 年表
- 1910年（明治43年）7月1日 - 鐵道院山陽本線船木站（現時為厚東站）至小野田站之間開於此站，當時的站名是宇部站。為旅客，貨運車站。
  - 當時車站地址是山口縣厚狹郡厚南村（日语：厚南村）大字際波。
- 1914年（大正3年）1月9日 - 宇部輕便鐵道宇部新川站至此站開業。
- 1916年（大正5年）9月16日 - 船木輕便鐵道船木町站至此站開業。
- 1919年（大正8年）2月4日 - 船木輕便鐵道公司改名為船木鐵道（日语：船木鉄道）。
- 1921年（大正10年）12月21日 - 宇部輕便鐵道公司改名為宇部鐵道（日语：宇部鉄道）。
- 1941年（昭和16年）10月20日 - 厚南村編入至宇部市，車站地址是山口縣宇部市大字際波。
- 1943年（昭和18年）5月1日 - 宇部鐵道國有化，成為宇部東線。同時此站改名為西宇部站，宇部新川站改名為宇部站。
- 1961年（昭和36年）11月19日 - 船木鐵道線全線廢止。
- 1964年（昭和39年）10月1日 - 此站改名為宇部站。
- 1986年（昭和61年）4月1日 - 新車站大樓落成。車站大樓重建成近代風格。發售了紀念車票。
- 1987年（昭和62年）4月1日 - 伴隨國鐵分割民營化，車站由西日本旅客鐵道（JR西日本）、日本貨物鐵道（JR貨物）營運。
- 2009年（平成21年）10月24日 - 隨著實施新地址系統，車站地址是使用現址[2]。

## 車站構造
在旅客站方面，車站為一座地面車站，設有3面6線的月台。在車站大樓是位於單式月台（1號月台）側，另外設有2座島式月台（3・4號月台、5・6號月台），在單式月台近厚東一方設有為島式月台（0號月台），0號月台中設有路軌盡頭。在各月台之間設有跨線橋連接。此站由山口地域鐵道部管理的直營車站。

### 月台
| 月台 | 路線         | 上下行       | 方向             | 備註                                            |
| ---- | ------------ | ------------ | ---------------- | ----------------------------------------------- |
| 0・1 | ■宇部線      | -            | 宇部新川方向     | 直通至厚狹方向的列車只會使用1號月台             |
| 3    | （備用月台） | （備用月台） | （備用月台）     | （備用月台）                                    |
| 4    | ■山陽本線    | 下行         | 厚狹、下關方向   | 於此站折返，從宇部新川方向的直通列車使用1號月台 |
| 5・6 | ■山陽本線    | 上行         | 新山口、德山方向 | 6號月台只讓貨物列車待避時使用                   |

- 沒有2號月台，該月台實際上是2號線，位於1號、3號月台之間，為1條中線。
- 山陽本線中，4號月台是下行本線，5號月台是上行本線，山陽本線的列車基本上使用該兩座月台。但是，在山陽本線下行（下關方向）列車中，從宇部線直通列車，與早上時段從此站出發的列車會使用宇部線1號月台山發。
- 3號月台是山陽本線下行待避線。截至2009年度，並沒有定期列車出發或到達。6號月台是上行待避線，每日只有1班貨物列車待避。
- 在山陽本線上行月台中，仍然設有已廢止的臥鋪特急車廂編號指示。
- 曾經在閘口上設有字幕式列車出發顯示牌，現時已經撤走。

### 站內
- 綠色窗口
- 鬼笑亭（烏冬店）

曾經設有Kiosk，在2014年(平成26年)2月尾結業。

### 貨運車站
由JR貨物營運的貨運車站中，位於旅客車站南出口西邊位置。
起卸貨物
- 貨櫃貨物
  - 12 呎貨櫃，20呎大型貨櫃
- 許可起卸工業廢料、特殊工業廢物。

車站構造
- 設有2面貨櫃月台，2條貨物起卸線，另外設有數條側線。
- 在營業櫃臺中，同時設有JR貨物宇部營業。

## 使用狀況
以下為近年1日平均乘車人次列表：
| 乘車人次變化 | 乘車人次變化    |
| 年度         | 1日平均乘車人次 |
| ------------ | --------------- |
| 1999         | 2,230           |
| 2000         | 2,127           |
| 2001         | 2,067           |
| 2002         | 1,994           |
| 2003         | 1,912           |
| 2004         | 1,916           |
| 2005         | 1,922           |
| 2006         | 1,896           |
| 2007         | 1,897           |
| 2008         | 1,867           |
| 2009         | 1,819           |
| 2010         | 1,862           |
| 2011         | 1,828           |
| 2012         | 1,824           |
| 2013         | 1,867           |
| 2014         | 1,839           |
| 2015         | 1,909           |
| 2016         | 1,904           |
| 2017         | 1,920           |
| 2018         | 1,850           |

## 車站周邊
車站周邊由於關閉煤礦而衰退，周邊地區已經變成幽靜住宅區和商業設施。由於車站周邊道路較狹窄，雖然交通量不多，但是有時有發生交通擁塞的情況。
上述提及此站曾經名為"西宇部站"，在站名回復至宇部站後，由於此站是「宇部市西部的車站」，當地人與周邊地區的人會直稱此站為「西宇部」。以下記述的主要設施和企業多都會以「西宇部」作為名稱。
除了以地名「西宇部」作為小學校區名字外，在2009年（平成21年）後周邊地域引入新地址制度，在同年10月24日，包含山陽本線的以南地區名為「西宇部南」（一丁目 - 四丁目），在2011年（平成23年）5月28日起，JR山陽本線以北地區為「西宇部北」（當初只有一丁目 - 四丁目。同年10月29日增加五丁目 - 七丁目。）。在未引入新地址制度前，此站地址為「宇部市大字際波1253番地」。

| - 宇部市厚南市民中心 - 隣保館厚南會館 - 宇部鴻城高等學校 - 山口縣立宇部西高等學校 - 山口縣立宇部商業高等學校 - 宇部市立西宇部小學 - 宇部市立厚南小学校 - 山口縣企業局厚東川工業用水道事務所 - 宇部站前郵局 - 宇部警署宇部站前派出所 | - 專門學校YIC復健大學 - 禮品幸屋宇部站前店（古老的土產店） - Fuji西宇部（綜合型購物中心） - Arc西宇部店 - Wester丸喜西宇部店 - 明石被服興業宇部工場 - 山口縣道29號宇部船木線 - 山口縣道215號宇部停車場線 | - 宇部車站酒店 - 真部旅館 - 山口銀行西宇部分店 - 西中國信用金庫西宇部分店 - 山口縣信用組合西宇部分店 |

### 巴士路線
- 宇部市營巴士（日语：宇部市交通局）
  - 宇部新川方向、八王子、常盤町二丁目、厚東方向、木田、妻崎方向、日赤前（日语：小野田赤十字病院）、西丘
- 船鐵巴士（日语：船木鉄道）
  - 宇部新川方向宇部中央、宇部市政廳前、船木、際波台
- 宇部市社區的士「撫子號」
  - 光丘、春日町

## 相鄰車站
西日本旅客鐵道
■山陽本線
厚東－宇部－小野田
■宇部線
岩鼻－（際波（信號））－宇部

### 曾經存在的路線
船木鐵道
船木鉄道線
西宇部（廢止時）－有帆

## 注腳
1. ↑  『停車場変遷大事典 国鉄・JR編』JTB 1998年
2. 1 2  .   [2020-03-30]. （原始内容存档于2015-07-18）.
3. ↑  山口縣統計年鑑
4. ↑  .   [2020-03-30]. （原始内容存档于2015-07-18）.
5. ↑  .   [2020-03-30]. （原始内容存档于2015-07-18）.

## 外部連結
- 宇部｜車站資訊：JR出門網 - 西日本旅客鐵道